# Selcks Park
Selcks Park ist eine Grünfläche im Stadtteil Stadtmitte der schleswig-holsteinischen Stadt Neumünster. Die Parkanlage liegt zwischen dem Max-Röhr-Platz und der Klaus-Groth-Straße und ist ca. 2,5 Hektar groß. Er wurde nach Gustav Selck benannt, der 1905 in der Marienstraße 18 seine Villa errichtet hatte.